# Stazione di Castlerea
La stazione di Castlerea  è una stazione ferroviaria della Westport–Portarlington che fornisce servizio all'omonima cittadina della contea di Roscommon, Irlanda. Si trova nella parte meridionale della cittadina, sulla Ballymoe road.

## Storia
La stazione fu aperta il 15 novembre 1860. La stazione ferroviaria, un edificio indipendente ad un piano, fu costruita dalla Great Southern Railways.  Nata come parte della linea Sligo-Westport, si presenta con una struttura semplice ma funzionale.
La facciata principale, rivolta verso l'esterno, è caratterizzata da cinque campate, mentre il lato che affaccia sulla piattaforma ne conta sette, offrendo ampio spazio per l'attesa dei viaggiatori. L'entrata principale è ben definita, con una arcata avanzata sormontata da un classico frontone a timpano.
Il tetto, a padiglione e realizzato in ardesia, contribuisce all'aspetto tradizionale dell'edificio.  Le grondaie in ghisa e i comignoli in mattoni rossi sono elementi tipici dell'epoca di costruzione e aggiungono un tocco di autenticità.
Le mura esterne sono in pietra calcarea squadrata, con una cornice in pietra lavorata che corre lungo tutto il perimetro. Un ulteriore elemento decorativo è il listello marcapiano, presente sul frontone d'ingresso.
Le finestre, in legno, sono state sostituite nel tempo, ma conservano l'armonia con il contesto grazie ai contorni smussati in pietra calcarea lavorata.  La porta d'ingresso principale è un elemento di pregio, con un arco a tutto sesto, sempre in pietra calcarea lavorata, e una doppia porta in legno con sopraluce.  La porta è pannellata sia sul lato esterno che sul lato piattaforma, con quest'ultimo che presenta anche una parte vetrata.
A proteggere i viaggiatori dalle intemperie, una pensilina in plastica trasparente, sorretta da mensole in ghisa, si estende lungo la piattaforma.
L'intera area della stazione è delimitata da un muro in pietra a corsi irregolari, con una cimasa in pietra calcarea.  L'accesso è regolato da cancelli in legno, sorretti da pilastri in pietra con angoli smussati e cappelli piramidali.
La stazione ferroviaria è un esempio ben conservato di architettura ferroviaria del 19º secolo, con elementi caratteristici dell'epoca e materiali tradizionali.

## Strutture ed impianti
Lo scalo è dotato di due binari.

## Movimento
La stazione è servita dagli Intercity Dublino Heuston-Westport.

## Servizi
- Servizi igienici
- Capolinea autolinee
- Biglietteria a sportello
- Biglietteria self-service
- Distribuzione automatica cibi e bevande